# Арслан, Мурат
Мурат Арслан (тур. Murat Arslan, род. 1974) — бывший турецкий судья, активный член Союза судей и прокуроров, политзаключённый.

## Биография
Арслан женат, отец двоих детей. 
В 1999 году окончил юридический факультет Стамбульского университета. В 2001 году начал работать в Счётной палате. Он был председателем YARSAV с 16 марта 2011 года по 23 июля 2016 года. YARSAV был закрыт указом, опубликованным в Официальной газете 23 июля 2016 года. 26 октября 2016 года он был арестован. 9 октября 2017 года Арслан был награждён премией Вацлава Гавела в области прав человека на Парламентской ассамблее Совета Европы. В объявлении о вручении премии, присуждаемой правозащитникам в Европе и за её пределами, упоминалась его работа по защите независимости судебной власти в Турции.
В январе 2019 года Арслана приговорили к 10 годам лишения свободы за «участие в террористической организации». Никаких насильственных действий или призывов к насилию не было доказано, обвинение было основано на анонимном заявлении и наличии на смартфоне Мурата ByLock — приложения для обеспечения конфиденциальности, которое, по утверждению турецкой прокуратуры, широко использовалось членами движения Гюлена.
Судебный процесс был несправедливым, заявил спецдокладчик ООН по вопросам независимости судей и адвокатов Диего Гарсиа-Саян: «Осуждение судьи Арслана представляет собой серьёзное и грубое посягательство на независимость судебной власти в Турции, а в демократическом правовом государстве независимая и беспристрастная судебная власть является фундаментальной гарантией для общества в целом», — заявил эксперт.